# Бафье, Жан
Жан Эжен Бафье (фр. Jean Eugène Baffier; 18 ноября 1851, Нёви-ле-Барруа — 19 апреля 1920, Париж) — французский скульптор. Популярность Бафье принесли его статуэтки из бронзы и различные металлические изделия (вазы, подсвечники, посуда), а также скульптуры известных исторических фигур: Людовик XI, Жан-Поль Марат, Жан-Жак Руссо, Мигель Сервет и др.).
Большую роль в творчестве Бафье сыграло искусство его родной провинции Берри. В 1886 году он основал журнал Le Réveil de la Gaule, который возглавлял до 1912 г. Также Бафье был автором сборника местных сказок на диалекте Берри под названием Nos géants d’auterfoés.

## Известные скульптуры

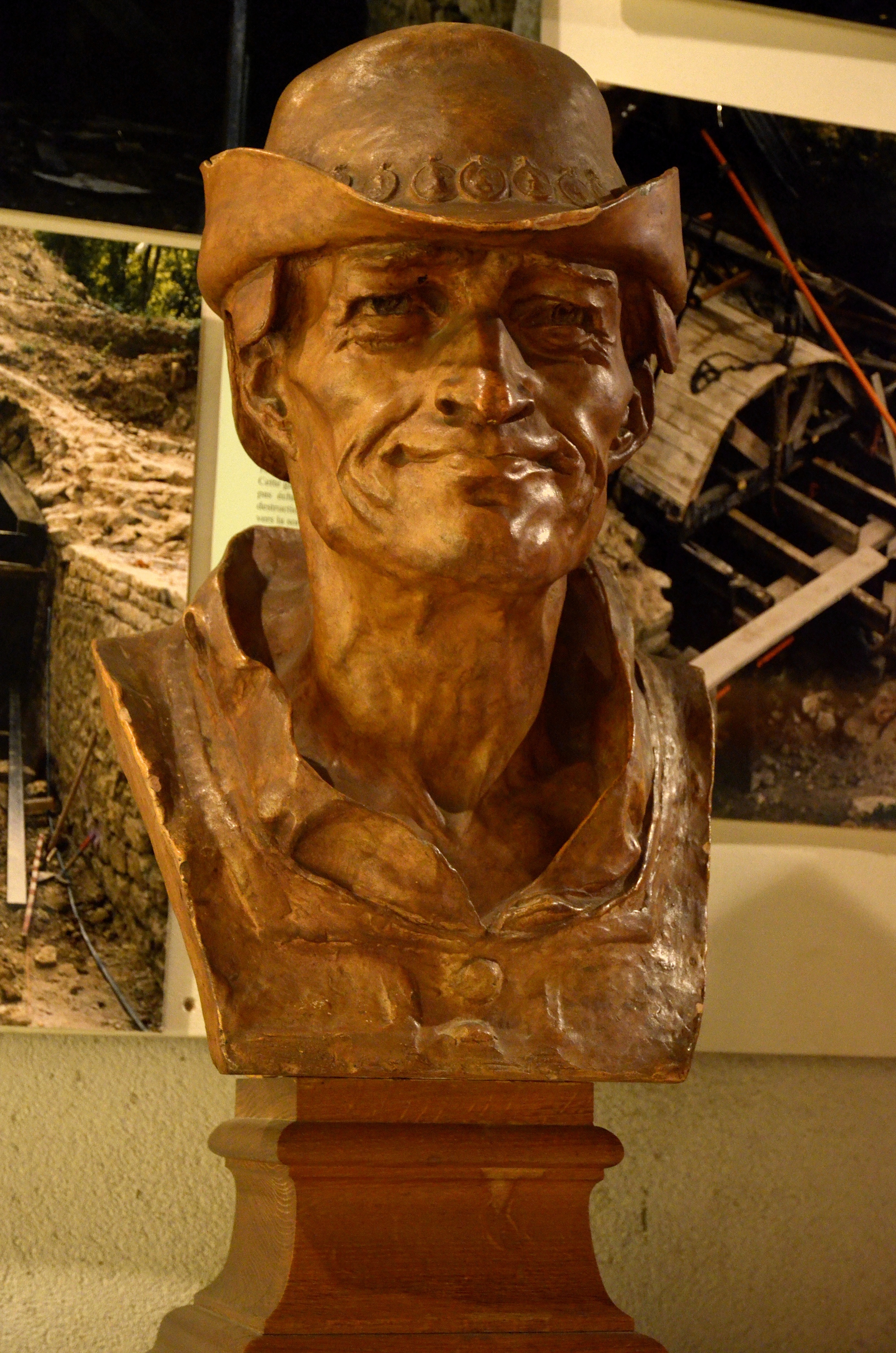
Бюст Людовика XI музей Musée Saint-Vic, Сент-Аман-Монтрон, Франция, 1910.
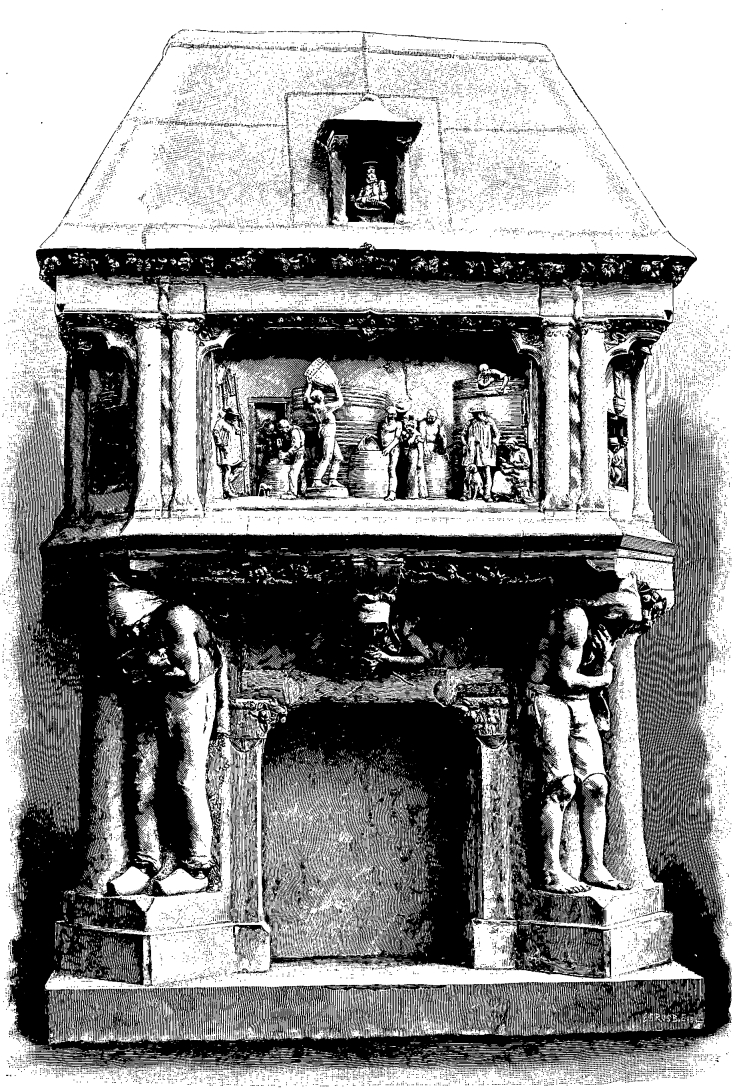
Le Vin Декорированный камин, представленный на выставке в 1898 г. Гравюра из журнала Le Magasin pittoresque, 1898 г.
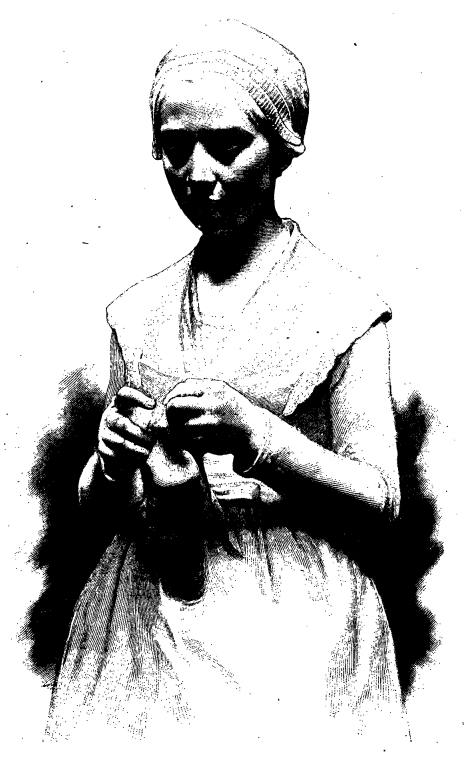
La Jeannette Музей Musée Galliera, Париж. Гравюра из журнала Le Magasin pittoresque, 1901 г.
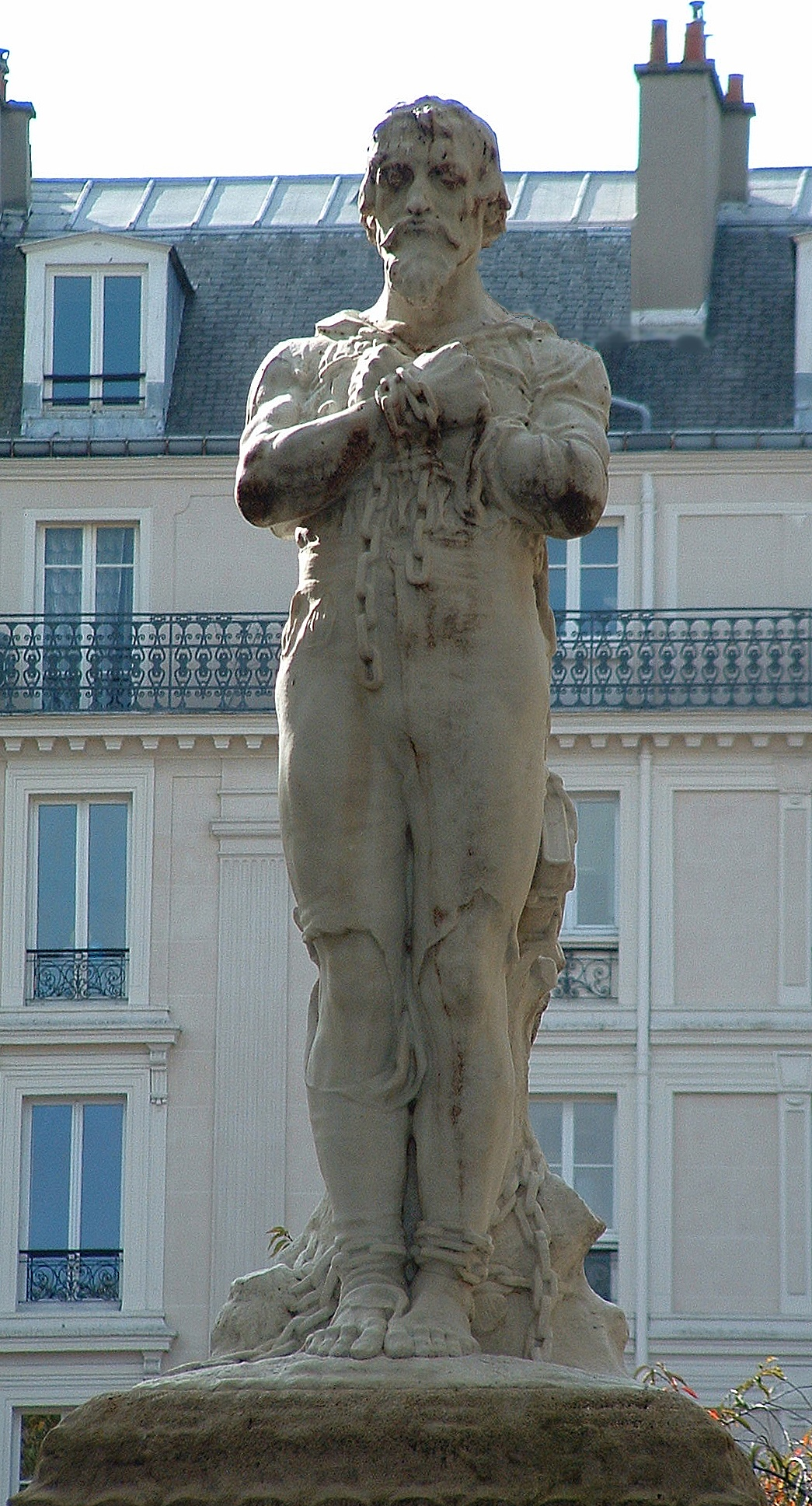
Памятник Мигелю Сервету Париж.